# Cigarr

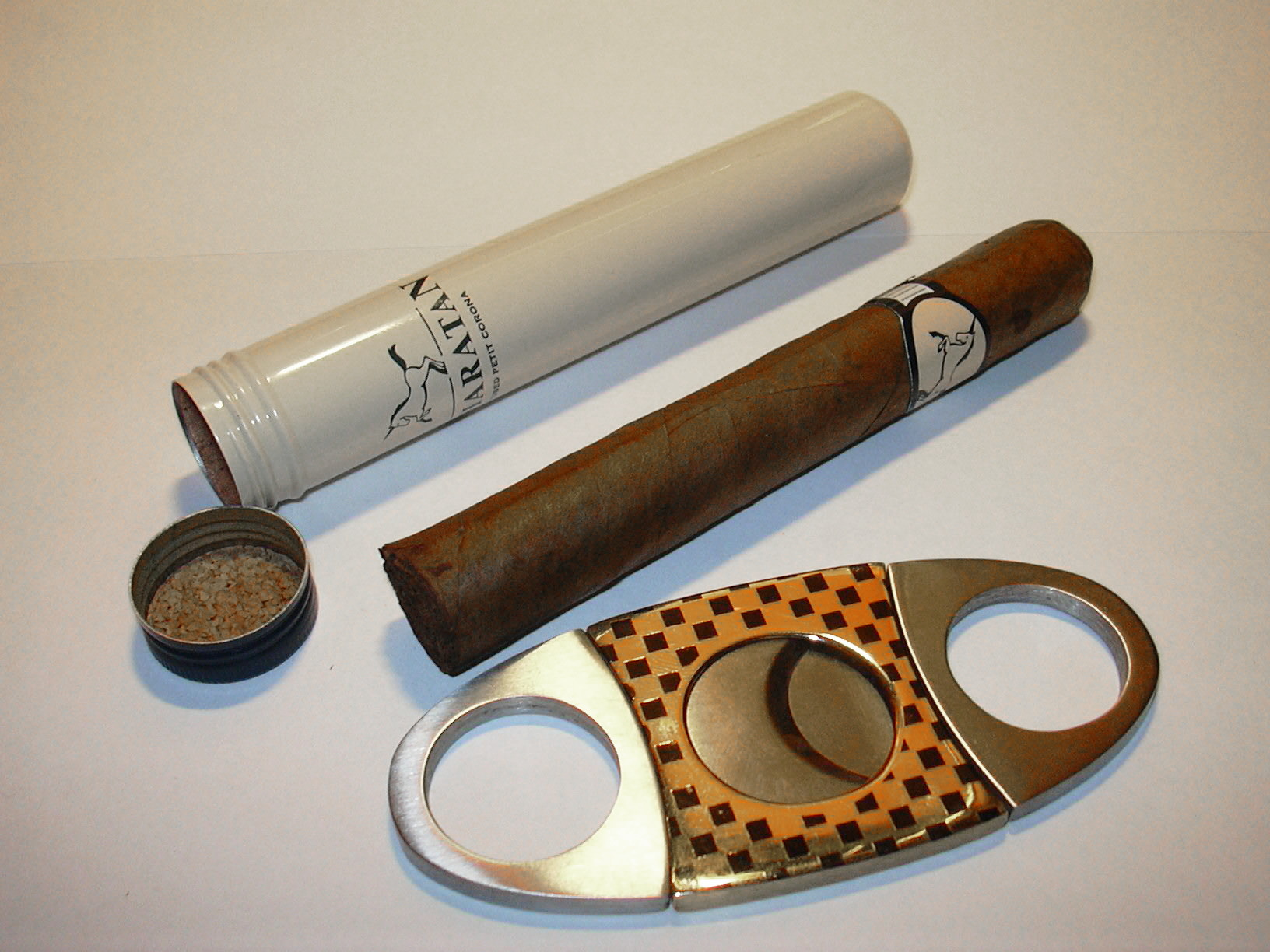
En cigarr, lufttät behållare, och en cigarrsnoppare.

Cigarr är ett rökverk tillverkat av fermenterad (genom jäsningsprocesser förädlad) och ofta lagrad tobak, rullad i ett eller flera tobaksblad. Fermentationen reducerar sockerhalten och bryter även ner proteiner. Detta gör att röken blir basisk, vilket i sin tur medför att nikotinet, som är en alkaloid, uppträder fritt i röken. Nikotinet kan därför upptas direkt i munnens slemhinnor, och röken behöver därför inte dras ner i lungorna för att få samma upptagning av nikotin.

## Etymologi
Ordet cigarr kommer från spanskans ord cigarro, vilket av Oxford English Dictionary föreslås vara en variation på cigarra, spanska för cicada, på grund av formen, särskilt den facon som kallas perfecto. Andra källor har indikerat att ordet kommer från mayaspråkets ord sikar, röka.

## Konstruktion

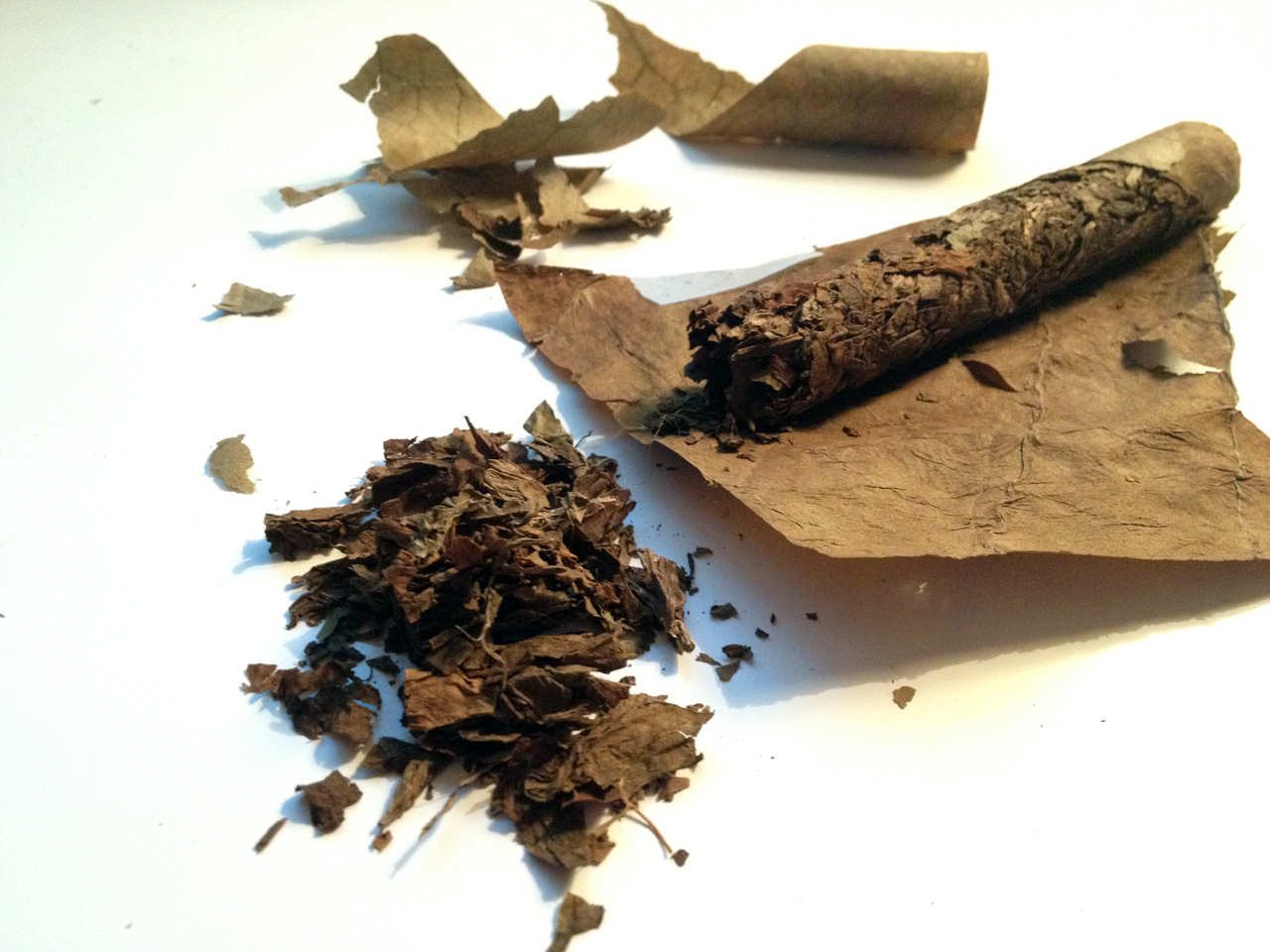
Short filler

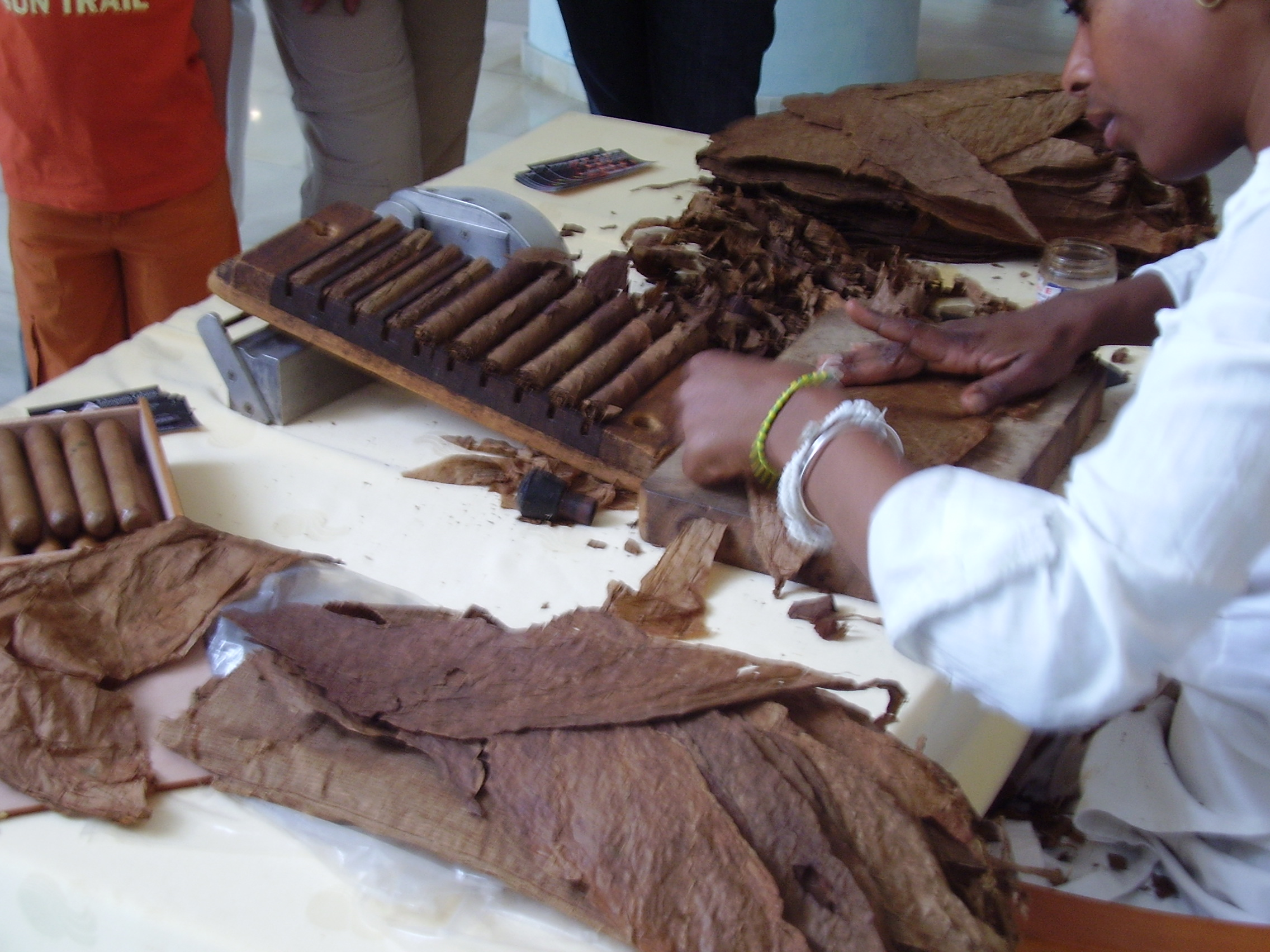
Cigarrtillverkning.

Cigarrer av hög kvalitet är handrullade, men det finns även cigarrer som är maskintillverkade (samt några mellanting). En cigarr består av olika typer av tobaksblad, till skillnad från cigaretter, som består av skuren, ej fermenterad tobak innesluten i papper. Man kallar cigarrens tre byggstenar, dess konstruktion, för inlaga, omblad och täckblad – täckbladet är det yttersta och inlagan det innersta. Det ställs höga krav på täckblad för kvalitetscigarrer. De skall helst vara tunna och utan hål. För att få tunna och ljusa blad odlas ofta täckblad under vit väv, som utjämnar ljuset från solen och håller fuktigheten kvar i luften. Vuelta Abajo-distriktet på Kuba har nära perfekta odlingsbetingelser och anses därför av många som det bästa området i världen för produktion av cigarrtobak. Inlaga och omblad bildar en vickel. 
En handgjord kvalitetscigarr är gjord uteslutande av hela tobaksblad, så kallade longfiller blad. Det är en ren naturprodukt och som sådan fri från kemiska tillsatser. Inlagans longfiller ger kanaler genom den färdiga cigarren, vilket ger ett behagligt lågt sugmotstånd. Tröskad tobak, s.k. shortfiller, som används i de flesta maskintillverkade cigarrer, ger ett högre sugmotstånd. Cigarrer kan sorteras i färger: claro = ljus, Colorado = medelfärg, maduro = mörk och oscuro = svart. Översta lagret, "spegeln", bör ha jämn färg. För att jämna ut färgen har vissa tillverkare matterat cigarrerna. Mattering innebär att man målar cigarren med fint tobaksmjöl.

## Storlekar
Cigarrer förekommer i olika storlekar som har olika namn. De kan variera men tabellen nedan ger en fingervisning:
| Term              | Längd i tum | Tjocklek i 64:delars tum | Längd i cm | Tjocklek i mm | Etymologi                                      |
| ----------------- | ----------- | ------------------------ | ---------- | ------------- | ---------------------------------------------- |
| Rothschild        | 4 + ½       | 48                       | 11 cm      | 19 mm         | efter familjen Rothschild                      |
| Robusto           | 4 + ⅞       | 50                       | 12 cm      | 20 mm         |                                                |
| Small Panatela    | 5           | 33                       | 13 cm      | 13 mm         |                                                |
| Petit Corona      | 5 + ⅛       | 42                       | 13 cm      | 17 mm         |                                                |
| Carlota           | 5 + ⅝       | 35                       | 14 cm      | 14 mm         |                                                |
| Corona            | 5 + ½       | 42                       | 14 cm      | 17 mm         |                                                |
| Corona Gorda      | 5 + ⅝       | 46                       | 14 cm      | 18 mm         |                                                |
| Panatela          | 6           | 38                       | 15 cm      | 15 mm         |                                                |
| Toro              | 6           | 50                       | 15 cm      | 20 mm         |                                                |
| Corona Grande     | 6 + ⅛       | 42                       | 16 cm      | 17 mm         |                                                |
| Lonsdale          | 6 + ½       | 42                       | 17 cm      | 17 mm         | efter Hugh Cecil Lowther, 5:e Earl av Lonsdale |
| Churchill         | 7           | 47-50                    | 18 cm      | 19–20 mm      | efter Sir Winston Churchill                    |
| Double Corona     | 7 + ⅝       | 49                       | 19 cm      | 19 mm         |                                                |
| Presidente        | 8           | 50                       | 20 cm      | 20 mm         |                                                |
| Gran Corona       | 9 + ¼       | 47                       | 23 cm      | 19 mm         |                                                |
| Double Toro/Gordo | 6           | 60                       | 15 cm      | 24 mm         |                                                |

## Förvaring

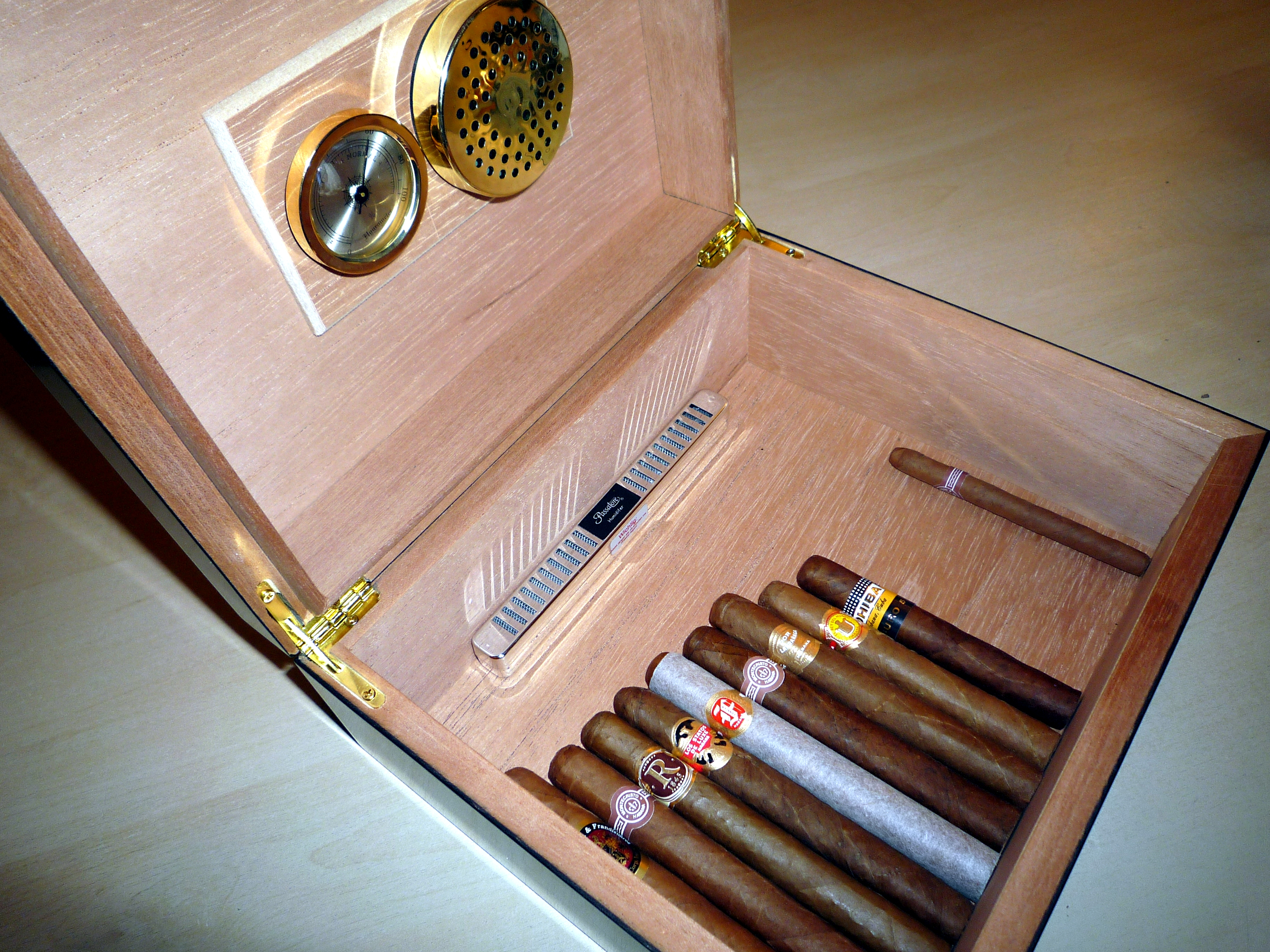
Humidor med cigarrer.

En cigarr bör förvaras i en humidor som håller en relativ luftfuktighet på 65-72%. I en omgivning med för låg luftfuktighet kan oljorna i tobaken till slut börja dunsta och smaken försämras. Vid introduktion av för mycket fukt kan cigarrerna spricka eller mögla. Det är en vanlig uppfattning att cigarrers smak och brandegenskaper vinner på lagring, ofta i storleksordningen flera år. 

## Kubanska cigarrer
Cigarrer från Kuba anses av många som de finaste rökverk som finns, men det finns många platser där tobak odlas och rullas, bland annat Dominikanska republiken, Honduras, Brasilien, Mexiko och Nicaragua. Även i Sverige har av entusiaster under senare år lyckade försök gjorts med odling och beredning av cigarrtobak.
Efter USA:s handelsembargo mot Kuba inleddes 1962 är kubanska cigarrer förbjudna i USA.